# São Miguel do Rio Torto
São Miguel do Rio Torto is een plaats (freguesia) in de Portugese gemeente Abrantes en telt 3442 inwoners (2001).